# NGC 3454
NGC 3454 este o galaxie spirală situată în constelația Leul. A fost descoperită în 17 martie 1831 de către John Herschel. Se află la o distanță de 19,59 megaparseci de Pământ.